# Nicolas-Joseph Platel
Nicolas-Joseph Platel (* 1777 in Versailles; † 25. August 1835 in Brüssel) war ein französisch-belgischer Cellist und Komponist, er gilt als Begründer der belgischen Violoncelloschule.

## Leben
Nicolas-Joseph Platel war der Sohn eines Musikers der Hofkapelle von Ludwig XVI. Er war als Kind Gesangspage in der Hofmusik und erhielt ab dem 10. Lebensjahr Cellounterricht bei Jean-Louis Duport. Als Duport 1789 wegen der Revolutionswirren nach Berlin flüchtete, hatte Platel während zwei Jahren keinen Unterricht, erst 1793 fand er in dem älteren Mitschüler Jacques-Michel de Lamare (1772–1823), einen neuen Lehrer. 1796 kam Platel in das Orchester des Théâtre Feydeau, in dem sein Vater Leiter des Chores war. Aber bereits ein Jahr später folgte er einer Sängerin, in die er sich verliebt hatte, nach Lyon. Ab 1801 lebte er wieder in Paris, gab dort zahlreiche Konzerte und genoss die Reputation, der beste Cellist in der Stadt zu sein.
1805 hatte er eine Reise nach England vorgesehen, freundete sich aber in Quimper mit einem Amateurcellisten an und blieb zwei Jahre in der kleinen Stadt. 1807 gab Platel Konzerte in Nantes und Brest, bevor er eine Reise begann, die ihn nach Holland und Deutschland führen sollte. Nachdem er mehrere erfolgreiche Konzerte in Gent gegeben hatte, änderte er seine Reisepläne und ließ sich als Cello- und Gesangslehrer in der Stadt nieder. Nach einigen Jahren verzog er nach Antwerpen, wo er erster Cellist an der Oper wurde, um sich wiederum einige Jahre später in Brüssel niederzulassen, wo er in gleicher Funktion am Monnaie Theater tätig war.
Durch den Prinzen von Chimay angestellt, gehörte er 1824 zu den ersten Lehrern der neu gegründeten Brüsseler „École royale de Musique“, die 1831 nach der Unabhängigkeitserklärung Belgiens unter François-Joseph Fétis in „Conservatoire royal“ umbenannt und reorganisiert wurde. Nicolas-Joseph Platel wurde neben seinem Cellospiel vor allem wegen seiner hervorragenden pädagogischen Qualitäten gerühmt, so konnte Brüssel neben Paris und Dresden zu einem der drei wichtigen Zentren der Celloausbildung im Europa des 19. Jahrhunderts werden. Platel pflegte auch in Belgien die französische Spieltechnik seines Lehrers Duport, die danach von seinen Schülern übernommen wurde. Bedeutende Schüler waren Adrien-François Servais, Alexander Batta (1816–1902) und François de Munck (1815–1854), der 1840 Platels Professur am Brüsseler Konservatorium übernahm.

## Werk
Platel komponierte vor allem Werke für sein Instrument, die heute fast völlig in Vergessenheit geraten sind, darunter 5 Konzerte für Cello und Orchester, mehrere Sonaten für Cello und B.c., 6 Duos für Violine und Cello, 3 Trios für Violine, Viola und Cello, Huit Airs Variés für Cello, Caprices ou Préludes für Cello, sechs Romanzen für Singstimme und Klavier, sowie weitere Singstücke im Album des Dames.